# Зеле, Матиас
Матиас Зеле (нем. Mathias Sele, 27 мая 1992, Лихтенштейн) — лихтенштейнский футболист, полузащитник клуба «Эшен-Маурен». Игрок национальной сборной.

## Клубная карьера
Воспитанник клуба «Бальцерс», в основном составе которого дебютировал в 2010 году.

## Карьера в сборной
Первый матч за сборную Зеле сыграл в отборочном матче к Евро 2016 со сборной России 8 сентября 2015 года (0:7), на 79-й минуте заменив Никласа Кибера.